# هربرت کلبر
هربرت دیوید کلبر (۱۹ ژوئن ۱۹۳۴–۵ اکتبر ۲۰۱۸) روانپزشک و پژوهشگر سوء مصرف مواد مخدر آمریکایی بود. در سال ۱۹۶۸، او واحد وابستگی به مواد مخدر را در دانشگاه ییل، که در آن استاد روانپزشکی بود، بنیان نهاد. او تا سال ۱۹۸۹ رئیس این واحد بود. وی سپس به مدت دو سال و نیم به عنوان معاون کاهش تقاضا در دفتر سیاست ملی کنترل مواد مخدر در کاخ سفید مشغول به کار شد.
در سال ۱۹۹۲، کلبر به همراه همسرش ماریان فیشمن با همکاری بخش سوءاستفاده از مواد، یکی از مراکز پیشرو در کشور برای درمان چنین سوءاستفاده‌ها، در بخش روانپزشکی دانشگاه کلمبیا مستقر شدند. او مدیر بخش بود و چندین پروژه در مورد روشهای جدید برای درمان افراد مبتلا به کوکائین، هروئین، مواد افیونی، الکل یا ماری جوانا به عهده داشت. وی همچنین با جوزف کالیفانو مرکز ملی اعتیاد و سوء مصرف مواد در کلمبیا را تأسیس کرد.
در سال ۲۰۱۴ مقاله ای در مجله وایسVice منتشر شد که حاکی از  همکاری کلبر به عنوان مشاور حقوق بگیر در صنعت داروسازی از مواد افیونی بود.
دکتر کلبر نویسنده بیش از ۲۵۰ مقاله و هماهنگ‌کننده و نویسنده کتاب درسی مطبوعات روانپزشکی آمریکایی در مورد سوء مصرف مواد بود که اکنون در چاپ چهارم است. و در هیئت مدیره تعدادی از سازمان‌ها از جمله پژوهشکده درمان در دانشگاه پنسیلوانیا و مؤسسه بتی فورد حضور داشت.
در اول اکتبر سال ۲۰۱۹، گوگل برای بزرگداشت، دکتر هربرت کلبر را در گوگل دودل مطرح کرد.